# 中京スポーツ
中京スポーツ（ちゅうきょうスポーツ）は、東京スポーツ新聞社の中部支社（名古屋市北区の中日高速オフセット印刷4F）から発行されている日本の夕刊紙である。東京スポーツ（東スポ）の中京版。

## 概要
1968年3月創刊。休日は原則休刊。通称『中京スポ』（他の東スポ系列のように名前の「頭」と「スポ」とで略した呼び名はない。以前は“チューキョー”の表記が一面にあった）。
紙面は基本的には東京スポーツと同一の内容で、東京スポーツ新聞社東京本社（東京都江東区越中島2-1-30 越中島STビル内）で制作・電送される。中部支社には編集局分室が置かれ、中央競馬以外の公営競技の出走表のみを制作する。中央競馬面（『競馬トウスポ』）は2019年7月の福島・阪神開催まで大阪スポーツ（『競馬ダイスポ』）と共有で大阪・堺市の関西支社制作だったが、同年7月26日付より全面リニューアルおよび制作の本社集約化が行われて東スポと共有となり、タイトルが競馬トウスポに変更された。

ただし紙面上部に小文字で中京スポーツと記載。中京スポーツの発行エリアの大半が西日本エリアだが、東スポに合わせている兼ね合いで、掲載ページ順が原則、関東主場→第三場→関西主場の順で掲載となる（大阪スポーツ・九州スポーツも同様）が、京都・阪神でのGI当日のみ、京都・阪神→第三場→関東主場の順。また、高松宮記念とチャンピオンズカップ当日は中京→阪神→中山の順（例年）となる。
日刊紙ではあるが、テレビ欄が掲載されていない（1980年代までは、東海3県向けの版と北陸地方向けの版に、その地域のテレビ欄が掲載されていた。現在は「正月特別号」においてのみ、中面で年末年始のテレビ番組欄を掲載。2018年3月頃に東京スポーツ、大阪スポーツも番組表を廃止した）。
1990年9月より、カラー紙面が取り入れられる。印刷は当初、名古屋市中川区にあった中部経済新聞社の前並工場で行われていたが、中経が日刊ゲンダイ中部版の印刷発行を始めたため1992年（平成4年）9月より中日新聞社のグループ会社である中日高速オフセット印刷（名古屋市北区）に切り替えられ、東スポ中部支社も名古屋市中村区の中経ビル（現・名古屋クロスコートタワー）から移転した。地方公営競技面は1997年4月から中日高速オフセット印刷による印刷が開始された。宅配（月極購読）も中日新聞の販売店が行っている。
2022年春、東スポグループ4紙（東スポ・中京スポ・大スポ・九スポ）の紙面編集・制作を東スポ東京本社にて一括して行うことになり、中部支社の編集局分室は東京本社編集局に統合・集約し、中部支社は広告・営業のみを扱う業務に移行した。

## 販売価格
2019年5月21日より月極め購読料を3,600円から3,800円に、1部売り価格を140円から150円に改定した。2021年9月28日からは、月極め購読料を3,800円から3,900円に、1部売り価格を150円から160円にそれぞれ改定した。2023年4月4日からは、1部売り価格を160円から180円に値上げした。2024年4月より『週末競馬確定紙面』に限り180円から250円に改定する。

## 対象地域
- 愛知県、岐阜県、三重県（伊賀地方と熊野市以南の東紀州地域を除く）、静岡県西部、長野県南西部、富山県、石川県、福井県。
  - 三重県の伊賀地方・熊野市以南の東紀州地域、滋賀県の湖西・湖南地方は大阪スポーツの管轄エリア、長野県北中南東部、静岡県の大井川以東は東京スポーツの管轄エリアとなる。なおこれらの境界付近では東スポ、ないしは大スポと併売する店舗も一部ある。
  - 滋賀県湖東地方（彦根市など）・湖北地方（米原市・長浜市など）はかつて中京スポーツの管轄エリアであったが、現在は大阪スポーツの管轄エリアとなっている。
  - また三重県伊賀市と名張市の一部地域では中京スポーツが朝に配達されている他、一部コンビニエンスストアにて1日遅れで販売されている。

## 社杯
日本中央競馬会（JRA）中京競馬場にて『中京スポーツ杯』（サラ系4歳以上2勝クラス<旧：1000万下>）が毎年その年の第1回開催に行われている。ボートレースでは、蒲郡競艇場で『中京スポーツ杯争奪 蒲郡ボートキング決定戦』が開催されている。

## 備考
名古屋で印刷される夕刊紙は、中京スポーツの他に日刊ゲンダイ（全国紙。名古屋地区では印刷は中京スポーツと同じ中日高速オフセット印刷に、販売は中部経済新聞にそれぞれ委託）が印刷・発行されている。なお、夕刊フジは名古屋では関西版（産経新聞大阪本社発行）が販売されている。名古屋では、老舗夕刊紙の名古屋タイムズが発行されていたが、経営不振のため2008年10月31日発行分で休刊となった。